# Literatura przedmiotu
Literatura przedmiotu obejmuje publikacje lub ich części, w których przedstawione są wyniki badań naukowych analogicznych, ogólniejszych lub bardziej szczegółowych w stosunku do tematu podejmowanego przedsięwzięcia badawczego.
Mają one posłużyć jako podstawa do właściwego ustawienia nowego problemu i nowego przedsięwzięcia badawczego. Nie są to tylko publikacje naukowe – w postaci książek i artykułów w czasopismach – rozpatrujące przedmiot nowego przedsięwzięcia badawczego.
Literatura przedmiotu może być również zestawiana w innych przypadkach, przykładowo przez osoby egzaminujące dla egzaminowanych, lub jako oddzielne zestawienia bibliotekarskie, będące samoistnymi opracowaniami.

## Literatura a bibliografia
Istnieją różne szkoły wskazujące na to, jak szeroko literatura przedmiotu ma być umieszczana w publikacji naukowej, zwłaszcza w obszerniejszym, takim jak książka naukowa czy podręcznik akademicki:
- Jedna z nich twierdzi, że pojęcie literatury przedmiotu jest szersze od pojęcia bibliografii, w znaczeniu spisu dzieł wykorzystanych w opracowaniu. Wtedy literatura przedmiotu to pozycje, z którymi autor opracowania zapoznał się osobiście, lub też zdobył o nich inne informacje. Sam z nich mógł skorzystać, ale nie musiał, natomiast uważa, że innym osobom zajmującym się tą tematyką literatura ta może się przydać. Jest to coś w rodzaju literatury zalecanej.

- Inna szkoła wskazuje, że w literaturze przedmiotu w publikacji naukowej powinny się znaleźć tylko źródła cytowane w danej publikacji.

## Rodzaje literatury
Publikacje o przedmiocie ogólniejszym niż przedmiot badań to przede wszystkim syntezy. Poszukuje się w nich fragmentów zajmujących się danym tematem, ale także fragmentów odnoszących się do tematów analogicznych czy podobnych. Publikacje te nazywa się zwykle literaturą podstawową.
Dla literatury dotyczącej zagadnień w przybliżeniu równorzędnych, o podobnym stopniu ogólności i rzeczowo z tematem związanych Józef Pieter proponuje określenie „literatura problemu”. Tu również sprawy dotyczące samego problemu są poruszone tylko we fragmentach, ale za to z różnych punktów widzenia.
Literatura specjalistyczna przedmiotu to te pozycje bibliograficzne, w których nowy temat i tematy mu najbliższe są przedstawione na podstawie badań własnych autora lub na podstawie badań cudzych.
Do literatury przedmiotu zalicza się również piśmiennictwo pomocnicze, które obejmuje publikacje niezbędne do rozwiązania niektórych zadań częściowych wyłaniających się w trakcie badań, w tym prace metodologiczne, podręczniki do posługiwania się instrumentami, słowniki języków obcych, encyklopedie.

## Dostęp do literatury
Zapoznawanie się na bieżąco z całą literaturą przedmiotu, w odniesieniu do każdego zagadnienia ze swej dziedziny wiedzy, jest wręcz niewykonalne. Literatura przedmiotu bywa w badaniach naukowych tylko częściowo dostępna; stanowi to ograniczenie wartości pojedynczych badań i rozwoju nauki w ogóle.
Dzieje się to dlatego, że pracownik naukowy:
- o wielu publikacjach potrzebnych do swojego problemu nie dowiaduje się wcale;
- do wielu publikacji nie ma dostępu z racji szczupłych zasobów bibliotecznych, własnych i dostępnych lokalnie;
- wiele publikacji może być dla niego niezrozumiałych z racji nieznajomości języka;
- na lekturę niektórych publikacji może nie znaleźć już czasu.

Choć więc nauka jest jedna – światowa, to jednak praktycznie rzecz biorąc jest tyle nauk i postępów w nauce, ile oddzielnych ośrodków pracy badawczej czy szkół naukowych.
Badacz może tę sytuację nieco poprawić korzystając z wyciągów i zwięzłych omówień publikowanych dla danej dziedziny wiedzy. Może również skontaktować się z pracownikami naukowymi z innych ośrodków naukowych, w tym dzięki obecności na konferencjach naukowych czy lekturze sprawozdań z nich.
Praktycznie niemożliwe jest całkiem pewne zorientowanie się o przydatności do nowej pracy wszystkich pozycji literatury przedmiotu, a nawet tych, do których miało się szansę dotrzeć.  W rezultacie proces wyczerpywania literatury przedmiotu jest w pewnej mierze zdany na przypadek. Dlatego też profesor Pieter wskazuje, że należy:
- zdobyć i poznać wyczerpująco należy literaturę specjalistyczną przedmiotu;
- zdobyć i poznać wyczerpująco poznać literaturę podstawową w zakresie problemu obejmującego problem, który zamierza się badać;
- literaturę przedmiotu poznać w zakresie co najmniej piśmiennictwa krajowego, z wyjątkiem prac już nieaktualnych lub wystarczająco omówionych gdzie indziej;
- z literatury obcojęzycznej poznać przynajmniej sprawozdania i oceny krytyczne zawarte w podręcznikach, syntezach i artykułach naukowych; w pracach naukowych wystarczy pośrednie odwoływanie się do twierdzeń prac obcojęzycznych;
- od tych reguł wyjątkiem są nawet drobne i trudno dostępne prace, o których badaczowi wiadomo, że mają istotne znaczenie dla jego problemu.

Zdobycie czy też dotarcie do literatury przedmiotu jest pierwszym etapem do jej należytego poznania i krytycznego ustosunkowania się do niej. Ważna jest umiejętność zachowania niezależności umysłowej wobec poznawanego w tym procesie piśmiennictwa naukowego.

## Notatki i wyciągi
Ważne miejsce w pracy naukowej zajmuje sporządzanie i przechowywanie notatek i wyciągów z literatury przedmiotu. Ma znaczenie szczególnie tam, gdzie niezbędne jest zestawienie i krytyczna ocena opinii wielu autorów.
Nie jest jeszcze tak istotne na etapie ustawiania problemu naukowego, powinno być dokonywane później. Z drugiej strony, nie wydaje się sensowne powtarzanie procesu wertowania dzieł naukowych, wynotowywanie z nich cytatów, myśli i koncepcji oraz sporządzania z nich adresów bibliograficznych koniecznych do sporządzania przypisów i bibliografii.
Z reguły notatki i wyciągi z literatury sporządza się w systemie kartkowym – wyciągi, krótkie streszczenia, uwagi krytyczne czy wręcz cytaty notuje się na kartkach oraz opatruje je informacjami niezbędnymi do opisu bibliograficznego, w tym przede wszystkim imieniem i nazwiskiem autora, tytułem, rokiem wydania. Kartki te można przechowywać w układzie alfabetycznym autorów dzieł lub pogrupowane według pewnego systemu kategorii opisujących zawartość. System taki przydaje się szczególnie w długotrwałej, intensywnej działalności naukowej; ale jego uproszczona wersja jest przydatna również dla zgłębienia pojedynczego problemu badawczego.

## Poszukiwanie
Poszukiwanie literatury przedmiotu można rozpocząć na dwa sposoby:
- trzeba przejrzeć odpowiednie działy przewodników bibliograficznych i bibliografii zawartości czasopism z danej dziedziny;
- wyszukać możliwie najnowszą pozycję z danej dziedziny zawierającą bibliografię; warto tu zacząć od dzieł możliwie ogólnych, takich jak podręczniki.

Konieczne jest też przeglądanie bieżących numerów najważniejszych czasopism poświęconych określonej dziedzinie wiedzy, a tam – szukanie działów bibliograficznych i działów recenzji.
Dla każdej znalezionej pozycji warto zanotować na fiszce: imię i nazwisko autora, tytuł, wydawnictwo, miejsce i rok wydania (lub tytuł czasopisma, rocznik i numer lub datę publikacji). Gdy dane dzieło zostało już przeczytane czy choćby przejrzane, to można także zanotować nazwę biblioteki (czy też umiejscowienie prywatnego księgozbioru), krótką notatkę o treści, sposobie ujęcia, przydatności publikacji. Dane te należy również nanosić na kopie całości czy fragmentów z prac naukowych oraz na wycinki prasowe.
Tak tworzona biblioteka fiszek powinna być zbiorem luźnych kartek, a nie zapisami w notatniku. Luźne kartki łatwiej ułożyć w innym kryterium niż tylko kolejność ich zapisywania: na przykład wyodrębniając dzieła jednego autora albo dotyczące jednego problemu.